# St. Katharina (Kalzendorf)

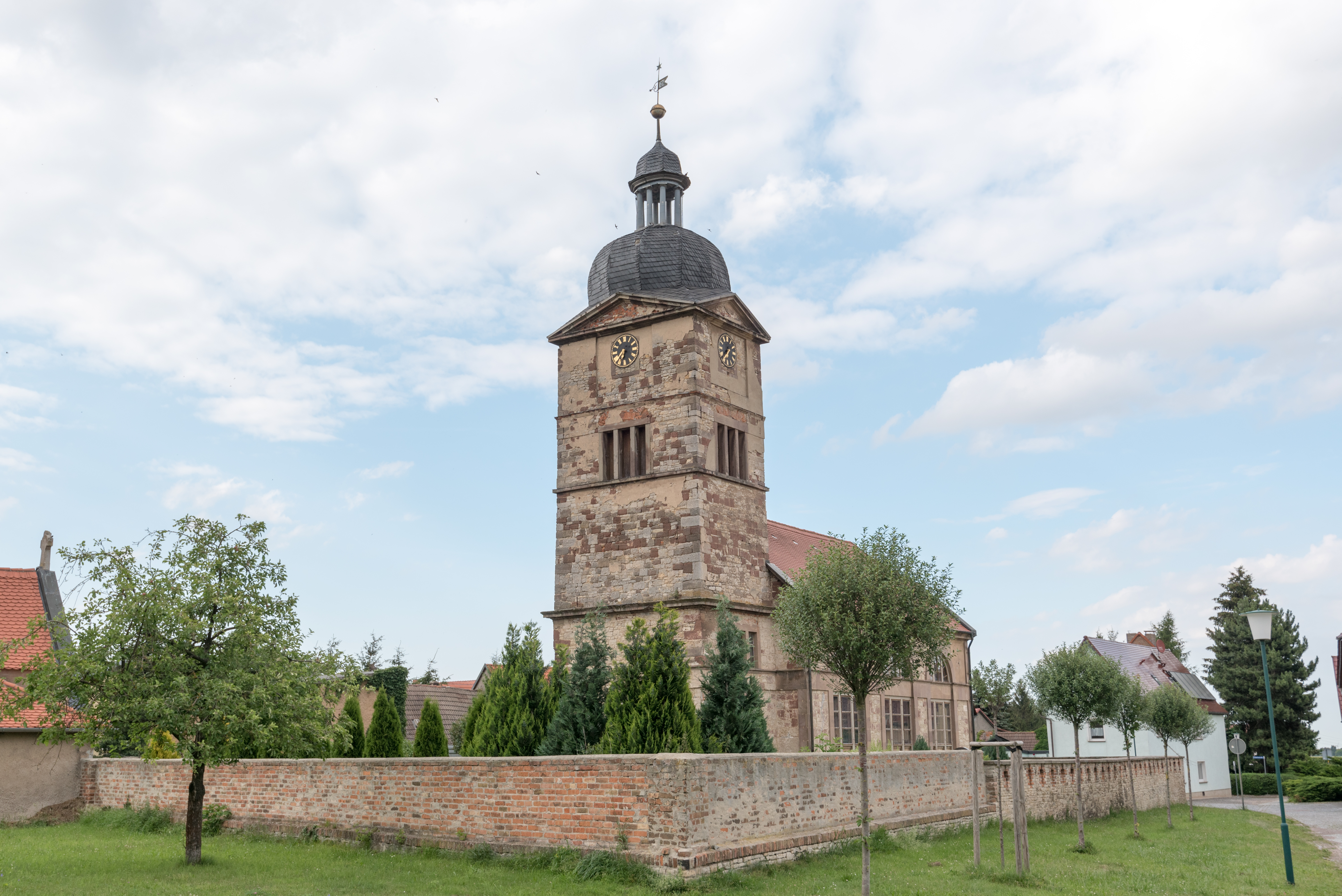
Dorfkirche Kalzendorf

St. Katharina ist die denkmalgeschützte Kirche in Kalzendorf, einem Ortsteil der Gemeinde Steigra im Saalekreis in Sachsen-Anhalt. Im örtlichen Denkmalverzeichnis ist das Bauwerk unter der Erfassungsnummer 094 06094 als Baudenkmal registriert. Sie gehört zum Pfarrbereich (Kirchspiel) Querfurt 2 im Kirchenkreis Merseburg der Evangelischen Kirche in Mitteldeutschland.

## Geschichte
Um 1300 wurde eine erste Kirche in Kalzendorf als Filiale der Kirche St. Georg zu Steigra errichtet. Um 1750 wurde der Turm erhöht. 1872 erfolgte ein Neubau des Kirchenschiffes im klassizistischen Stil. 1895 erfolgte eine farbliche Überarbeitung des Inneren.
Seit ca. 1990 ist der Putz der Tonnendecke im Innenraum marode. 2010 wurde deswegen eine Art Zwischendecke aus Plastikplanen eingezogen, um die Besucher vor bereits mehrfach herabgefallenen Putzstücken zu schützen. 2017 wurde ein Teil der Tonne über dem Altar stabilisiert und restauriert, der Rest der Kirche harrt bis auf den 2018 überholten Turm noch einer Sanierung. Die Kirche wird derzeit nicht genutzt, ihre Zukunft ist ungewiss.

## Architektur und Ausstattung
Die Kirche zeigt sich als einschiffiger, rechteckiger Saalbau mit großen, rundbogigen Fenstern in klassizistischen Formen. Der Westturm ist rechteckig. Teilweise sind vermauerte Öffnungen zu erkennen. Oberhalb der rechteckigen Schallöffnungen des Turmes sind flache Dreiecksgiebel aufgesetzt, die die schiefergedeckte welsche Haube samt Laterne flankieren. In der Ostfront des Kirchenschiffes ist eine vermauerte Türöffnung zu sehen.
Im Inneren spannt sich eine verputzte Tonnendecke über den Raum. Der Altar ist in schlichten Formen mit seitlichen Verschlägen gehalten und mit goldenen Schriftzügen versehen. Der Kanzelkorb ist polygonal. Die Fenster sind mit Darstellungen der Apostel und des Abendmahls verziert. Das Taufgestell aus Holz ist in Form einer stilisierten Vase gehalten. Die Emporenfelder der Hufeisenempore sind floral verziert. Die Säulen der Empore besitzen Kanneluren und schlichte Kapitelle, unter der Orgel schwingt die Empore nach vorne aus. Auf Höhe der Emporenbrüstung hängt heute die Zwischendecke aus Plastik-Plane zum Schutz vor herabfallendem Putz. Der Deckenputz ist in äußerst marodem Zustand.

## Orgel
Die heutige Orgel wurde von Gottlieb Schönburg geschaffen. Das mechanische Instrument besitzt zwei Manuale und Pedal sowie 15 klingende Stimmen.

## Glocken
Die heute vorhandene Glocke wurde 1722 von Martin Heintze aus Leipzig gegossen. Das 110 cm messende Instrument mit dem Schlagton g′ hängt an einem geraden Holzjoch. Seit 2018 besitzt das Instrument einen elektrischen Antrieb in Form eines Linearmotors.